# Энего
Энего (итал. Enego) — коммуна в Италии, располагается в провинции Виченца области Венеция.
Население составляет 1927 человек (2008 г.), плотность населения составляет 37 чел./км². Занимает площадь 52 км². Почтовый индекс — 36052. Телефонный код — 0424.
В XII веке Энего стал феодальным владением епископов Падуи. В XIII-XVIII веках город входил в состав Федерации Семи Общин на юге Тироля (Энего, Фодза, Азиаго, Галлио, Лузиана, Роана, Ротцо). ФСО была декларирована в 1310 году, de facto же существовала ещё с 1259 года. 20 февраля 1404 года Федерация Семи Общин объявила о присоединении к Венецианской республике, которая, со своей стороны, гарантировала их привилегии в течение следующих четырёх сотен лет. Соблюдалась гарантия чуть дольше: 403 года. Федерация была ликвидирована "наглой волею" Наполеона I, по его приказу, в 1807 году. На Венском конгрессе справедливость не была восстановлена - и территория Федерации отошла к Австрийской империи. 21 октября 1866 года, после поражения Австрии, территория ФСО была присоединена к Итальянскому королевству. Ныне она известна как «Семь муниципалитетов Плато» и в 2006 году была поделена между провинциями Виченца и Тренто. Энего осталось в провинции Виченца.
Покровительницей коммуны почитается святая Иустина Падуанская. Праздник ежегодно празднуется 7 октября. 

## Достопримечательности
В Энего в Средние века был построен замок семейства Эццелино (Ezzelino). К настоящему времени от замка остались руины.
В Энего находится Ponte Valgadena - высочайший виадук Италии (высота 175 м, длина 282 м), третий по высоте в Европе.

## Демография
Динамика населения:

## Администрация коммуны
- Официальный сайт: http://www.comune.enego.vi.it/